# Sant Miquel de les Planes
Sant Miquel de les Planes és una edificació que forma part de l'Inventari del Patrimoni Arquitectònic Català de Sant Mateu de Bages (Bages).

## Descripció
Ermita d'estructura regular amb dos cossos (nau i absis). L'estructura de la nau està reforçada per uns tirants que eviten l'esfondrament de la volta. Del romànic primitiu conserva la part de l'absis (planta rectangular) i del presbiteri. La nau de l'absis descansa sobre un repen, que és l'única ornamentació que s'observa. Als peus de la nau hi ha una obertura estreta, en forma d'espitllera, per on rep llum la capella.
Està construïda amb carreus molt ben tallats. Al centre de l'absis, hi ha una capelleta amb la imatge de l'arcàngel. S'aprecia un portal d'arc de mig punt construït amb dovelles, endinsat en la paret del mur i remarcat per un arc que sobresurt. Va construir-se amb les dovelles originàries romàniques, però, més tard, va esser restaurat i actualment les dovelles no encaixen del tot bé. La seva disposició ha sofert moviments.